# IEEE 802.1aq
IEEE 802.1aq（英語：Shortest Path Bridging，缩写作 ），是一个计算机网络术语。802.1aq 在增加链路带宽、实现链路传输弹性和工程冗余等方面是一项很重要的技术。 802.1aq 是一个合乎逻辑的升级生成树协议（Spanning Tree Protocol）。802.1aq 的功能包括 802.1s、802.1w、802.1ax（链路聚合）、MC-LAG、802.1ak.

## 通訊協定
- 802.1D 
- 802.1s (英語：Multiple Spanning Trees)
- 802.1w (英語：Rapid Reconfiguration of Spanning Tree)
- 802.1ak (英語：Multiple MAC Registration Protocol)
- 802.1aq (英語：Shortest Path Bridging)